# New York in the 1960s
New York in the 1960s je box set složený z nahrávek velšského hudebníka Johna Calea, které pořídil v prvních letech svého působení v New Yorku v 60. letech. Box set měl černý dřevěný obal a vyšel nejprve jako pět gramofonových desek a později jako tři CD. Obsahuje nahrávky, které vyšly již na albech Sun Blindness Music, Dream Interpretation a Stainless Gamelan v letech 2001–2002, závěrečné dvě skladby pochází z alb Les Evening Gowns Damnées (1998) a Silent Shadows on Cinemaroc Island (1999), vydaných pod jménem Jacka Smithe. Autorem poznámek k albu (tzv. liner notes) je David Fricke.

## Seznam skladeb

### 3CD verze
| Disk 1 | Disk 1                                                                                | Disk 1 |
| Pořadí | Název                                                                                 | Délka  |
| ------ | ------------------------------------------------------------------------------------- | ------ |
| 1.     | Sun Blindness Music, for organ (nahráno 28. října 1967)                               | 42:53  |
| 2.     | Summer Heat, for guitar (nahráno v srpnu 1965)                                        | 11:06  |
| 3.     | The Second Fortress, for vox organ (nahráno koncem roku 1967 nebo počátkem roku 1968) | 10:36  |

| Disk 2 | Disk 2                                                                                            | Disk 2 |
| Pořadí | Název                                                                                             | Délka  |
| ------ | ------------------------------------------------------------------------------------------------- | ------ |
| 1.     | Dream Interpretation, for viola & violin (nahráno 6. února 1969)                                  | 20:33  |
| 2.     | Ex-Cathedra, for vox organ (nahráno koncem roku 1967 nebo počátkem roku 1968)                     | 5:03   |
| 3.     | [untitled] for piano (nahráno v polovině 60. let)                                                 | 12:28  |
| 4.     | Carousel, for synthesizer (nahráno koncem roku 1967 nebo počátkem roku 1968)                      | 2:32   |
| 5.     | A Midnight Rain of Green Wrens at the World's Tallest Building, for viola (nahráno 8. února 1968) | 3:19   |
| 6.     | Hot Scoria, for guitar & cimbalom (nahráno 2. března 1964 nebo 1965)                              | 9:21   |

| Disk 3         | Disk 3 | Disk 3 |
| Pořadí         | Název | Délka  |
| -------------- | --- | ------ |
| 1.             | Stainless Steel Gamelan, cembalet & fretless guitar (nahráno v polovině 60. let)                                                                              | 10:30  |
| 2.             | At About This Time Mozart Was Dead and Joseph Conrad Was Sailing the Seven Seas Learning English pt. 1, for wollensak, viola & guitar (nahráno v květnu 1967) | 26:27  |
| 3.             | Terry's Cha-Cha, for ensemble (nahráno v květnu 1967) | 8:20   |
| 4.             | After the Locust, for electric piano & thunder machine (nahráno přibližně v roce 1968)                                                                        | 4:18   |
| 5.             | Big Apple Express, for viola, tape & voice (nahráno v polovině 60. let)                                                                                       | 5:45   |
| 6.             | Cold Starry Nights, for voice, sarinda & bowed cembalom (nahráno v první polovině 60. let)                                                                    | 2:19   |
| 7.             | Silent Shadows on Cinemaroc Island, for ensemble (nahráno 5. září 1964)                                                                                       | 8:45   |
| Celková délka: | Celková délka: | 186:11 |

### Propagační sampler
Výběr skladeb vyšel na samostatném propagačním sampleru (CD).
| Pořadí | Název                                                                                  | Délka |
| ------ | -------------------------------------------------------------------------------------- | ----- |
| 1.     | Dream Interpretation (nahráno 6. února 1969)                                           | 20:33 |
| 2.     | Summer Heat (nahráno v srpnu 1965)                                                     | 11:06 |
| 3.     | Ex-Cathedra (nahráno koncem roku 1967 nebo počátkem roku 1968)                         | 5:03  |
| 4.     | A Midnight Rain of Green Wrens at the World's Tallest Building (nahráno 8. února 1968) | 3:19  |
| 5.     | Stainless Steel Gamelan (nahráno v polovině 60. let)                                   | 10:30 |
| 6.     | Terry's Cha-Cha (nahráno v květnu 1967)                                                | 8:20  |
| 7.     | Big Apple Express (nahráno v polovině 60. let)                                         | 5:45  |

## Obsazení

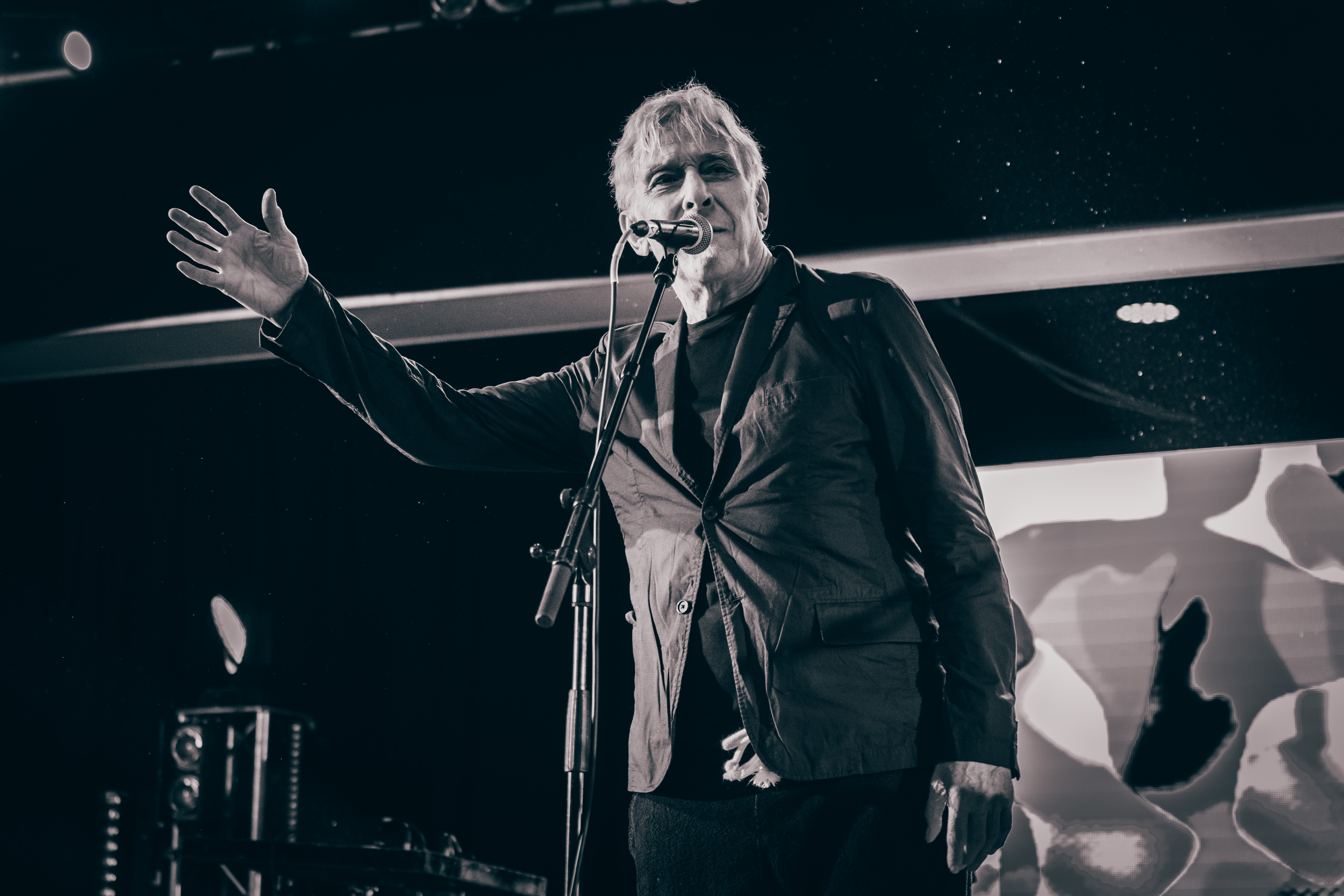
John Cale (2020)

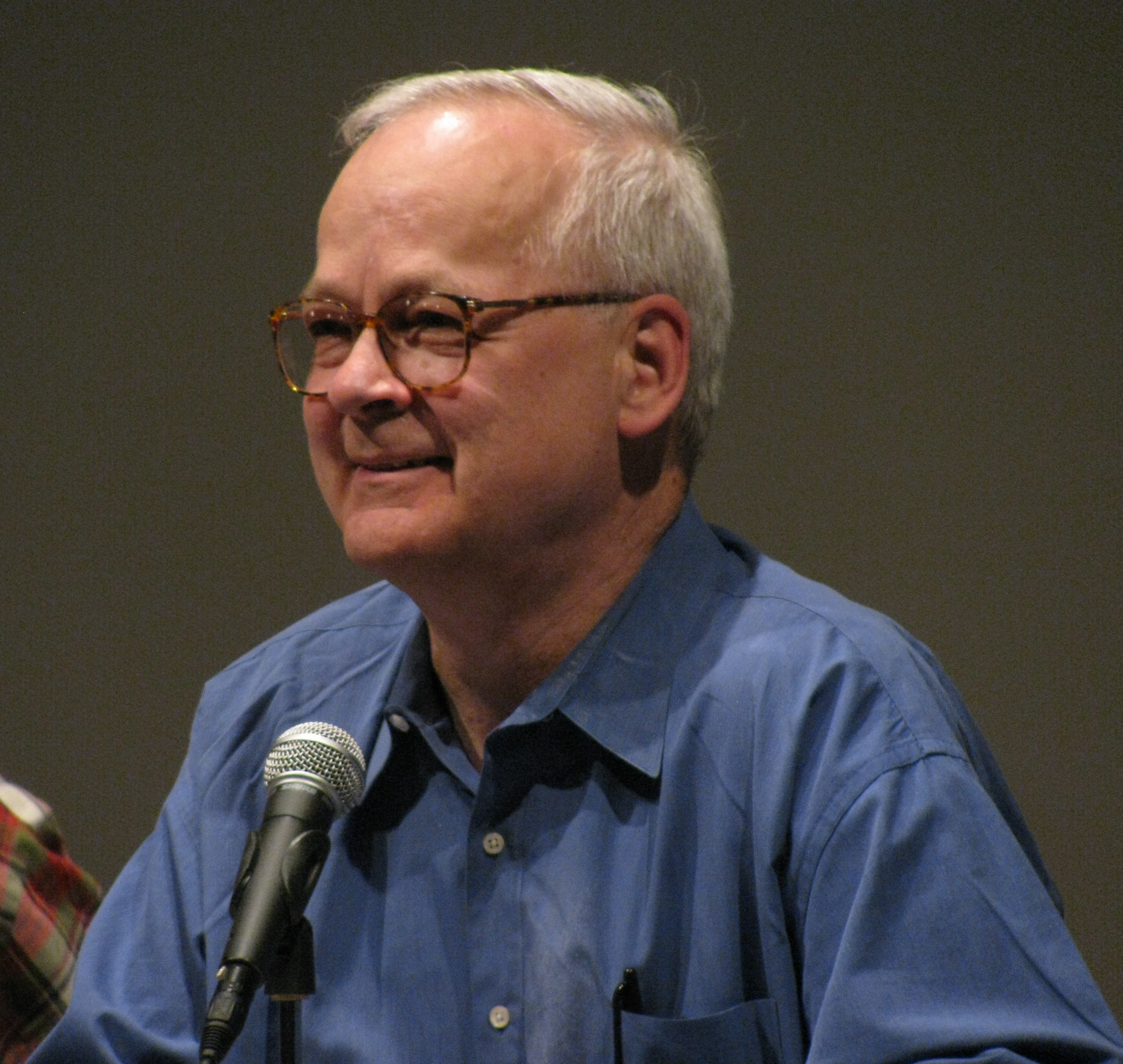
Tony Conrad (2009)

### Hudebníci
- John Cale – viola, varhany, klavír, kytara, cembalet, Wollensak, elektronické efekty
- Sterling Morrison – kytara, cembalet
- Angus MacLise – cimbál, tamburína, perkuse
- Terry Jennings – sopránsaxofon
- Tony Conrad – housle, elektrické piano
- Jack Smith – hlas
- New York City Fire Department – hlasy

### Technická podpora
- Tony Conrad – nahrávání, produkce, mastering
- Jeff Hunt – výkonný producent